# Смирнов Олександр Миколайович (партійний діяч)
Олександр Миколайович Смирнов (30 серпня 1909, село Васильєвська (Васильєво) Шуйського повіту Владимирської губернії, тепер Шуйського району Івановської області, Російська Федерація — 22 червня 1972, місто Іваново, Російська Федерація) — радянський державний діяч, 1-й секретар Івановського обласного комітету КПРС, голова виконавчого комітету Івановської промислової обласної ради. Кандидат у члени ЦК КПРС у 1966—1972 роках. Депутат Верховної Ради РРФСР 5—6-го скликань. Депутат Верховної Ради СРСР 7—8-го скликань.

## Життєпис
Трудову діяльність розпочав у 1926 році учнем слюсаря, слюсарем механічного заводу «Х лет Октября» в місті Іваново. У 1926 році вступив до комсомолу.
Член ВКП(б) з 1930 року.
Освіта середня спеціальна. У 1930—1933 роках — учень Івановського текстильного технікуму.
Одночасно у 1930—1933 роках — ремонтник, помічник майстра Івановського меланжевого комбінату імені Фролова.
У 1933—1934 роках — у Червоній армії: служив у прикордонних військах.
У 1934—1952 роках — майстер цеху, завідувач прядильної фабрики, головний інженер Івановського меланжевого комбінату імені Фролова.
У 1952—1953 роках — начальник Головного управління бавовняної промисловості Івановської області Міністерства легкої промисловості СРСР. У 1953—1956 роках — начальник Головного управління бавовняної промисловості Івановської області Міністерства промисловості товарів широкого споживання СРСР.
У 1956 — січні 1963 року — 2-й секретар Івановського обласного комітету КПРС.
У грудні 1962 — грудні 1964 року — голова виконавчого комітету Івановської промислової обласної ради депутатів трудящих.
У грудні 1964 — 22 червня 1972 року — 1-й секретар Івановського обласного комітету КПРС.
Помер 22 червня 1972 року після важкої, тривалої хвороби в місті Іваново. Похований в Іванові на цвинтарі Балино.

## Нагороди
- два ордени Леніна
- орден Жовтневої Революції
- медалі
- Сталінська премія ІІІ ст. (1951) — за освоєння виробництва і масове впровадження цільно-металевої пильчатої стрічки в бавовняну промисловість